# Luciana Pedoto
Luciana Pedoto (Roma, 10 novembre 1969) è una politica italiana.

## Biografia
Nata a Roma, si laurea in Economia e Commercio e consegue un Master in Epidemiologia dei Servizi Sanitari.
È stata funzionario pubblico dell'Istituto Superiore di Prevenzione e Sicurezza sui Luoghi di Lavoro (ISPESL). Nel 2013 è stata nominata Responsabile per la Trasparenza presso l'Istituto Nazionale di Astrofisica (INAF).

## Attività politica
Alle elezioni politiche del 2008 viene eletta deputata della XVI legislatura della Repubblica Italiana nella circoscrizione XX Campania per il Partito Democratico.